# Élections générales téneliennes de 2011
Les élections générales téneliennes de 2011 ont eu lieu le 11 octobre 2011, pour l'élection des 48 députés de la Chambre d'assemblée de la province canadienne de Terre-Neuve-et-Labrador.
Le Parti progressiste-conservateur, dont le chef est Kathy Dunderdale est reporté au pouvoir. Avec 37 des 48 sièges, les progressistes-conservateurs forment un gouvernement majoritaire pour la troisième fois d'affilée.

## Chronologie
- Ron Barron démissionne comme chef du Labrador Party (en).
- 13 novembre 2007 : Gerry Reid (en) démissionne comme chef du Parti libéral.
- 15 novembre 2007 : Le Parti libéral choisit Yvonne Jones comme cheffe par intérim du parti.
- août 2010 : Kelvin Parsons (en) remplace Yvonne Jones comme chef du Parti libéral sur une base intérimaire.
- 25 novembre 2010 : Le premier ministre et député de Humber-Ouest (en) Danny Williams annonce sa démission, effective le 3 décembre 2010. La vice-première ministre Kathy Dunderdale sera première ministre par intérim.
- 3 décembre 2010 : Kathy Dunderdale est assermentée comme 10e première ministre à la suite de démission de Danny Williams. Elle devient la première femme à occuper ce poste.
- 2 avril 2011 : Kathy Dunderdale est assermentée comme cheffe du Parti progressiste-conservateur.
- 28 mai 2011 : Yvonne Jones est assermentée comme cheffe du Parti libéral.
- 9 août 2011 : Yvonne Jones démissionne comme cheffe du Parti libéral pour des raisons de santé.
- 14 août 2011 : Kevin Aylward (en) est choisi comme chef du Parti libéral.

## Résultats
| Parti | Parti                     | Chef               | # de candidats | Sièges | Sièges      | Sièges    | Sièges |
| Parti | Parti                     | Chef               | # de candidats | 2007   | Dissolution | Élus 2011 |        |
| ----- | ------------------------- | ------------------ | -------------- | ------ | ----------- | --------- | ------ |
|       | Progressiste-conservateur | Kathy Dunderdale   | 48             | 44     | 43          | 37        |        |
|       | Libéraux                  | Kevin Aylward (en) |                | 3      | 4           | 6         |        |
|       | Néo-démocrate             | Lorraine Michael   |                | 1      | 1           | 5         |        |
|       | Indépendant               |                    |                | 0      | 0           | 0         |        |
| Total | Total                     | Total              |                | 48     | 48          | 48        |        |

## Sondages d'opinion
| Compagnie                               | Date                       | Lien | Progressiste-Conservateur | Libéraux | Néo-Démocrate |
| MarketQuest Omnifacts Research          | Du 16 au 19 septembre 2011 | HTML | 53                        | 18       | 29            |
| Corporate Research Associates           | Du 15 au 31 août, 2011     | PDF  | 54                        | 22       | 24            |
| Corporate Research Associates           | 30 août 2010               | PDF  | 76                        | 17       | 7             |
| Corporate Research Associates           | 31 mai 2010                | PDF  | 75                        | 16       | 8             |
| Corporate Research Associates           | 9 mars 2010                | PDF  | 80                        | 15       | 5             |
| Corporate Research Associates           | 25 novembre 2009           | PDF  | 77                        | 16       | 7             |
| Corporate Research Associates           | 3 septembre 2009           | PDF  | 77                        | 15       | 8             |
| Corporate Research Associates           | Mai 2009                   | HTML | 72                        | 19       | 8             |
| Corporate Research Associates           | Février 2009               | HTML | 71                        | 22       | 7             |
| Corporate Research Associates           | Novembre 2008              | HTML | 72                        | 19       | 9             |
| Corporate Research Associates           | Août 2008                  | HTML | 78                        | 14       | 7             |
| Corporate Research Associates           | Mai 2008                   | HTML | 77                        | 13       | 8             |
| Corporate Research Associates           | Février 2008               | HTML | 79                        | 14       | 6             |
| Corporate Research Associates           | Novembre 2007              | HTML | 82                        | 12       | 7             |
| Élections générales téneliennes de 2007 | 9 octobre 2007             | HTML | 69.6                      | 21.7     | 8.5           |

## Source
- (en) Cet article est partiellement ou en totalité issu de l’article de Wikipédia en anglais intitulé « Newfoundland and Labrador general election, 2011 » (voir la liste des auteurs).